# Гузенко Андрій Леонідович
Гузе́нко Андрі́й Леоні́дович (нар. 19 лютого 1973, Нікополь, Дніпропетровська область, СРСР) — радянський та український футболіст, що виступав на позиції півзахисника. Відомий перш за все завдяки виступам у полтавській «Ворсклі», запорізькому «Торпедо», МФК «Миколаїв» та низці клубів з Казахстану. Після завершення кар'єри гравця перейшов на тренерську роботу.

## Життєпис
Андрій Гузенко народився в Нікополі, випускник дніпропетровської ШІСП. У професійному футболі дебютував у складі рідного «Колоса» ще за часів СРСР. Згодом був покликаний служити у Збройних силах і продовжив виступи у складі київського СКА (пізніше — ЦСК ЗСУ). У 1993 році перейшов до складу львівських «Карпат», однак надовго у місті Лева не затримався і вже того ж сезону виходив на поле у формі полтавської «Ворскли». Перший прихід Гузенка до Полтави не був довготривалим — сезон 1994/95 він розпочав вже у складі запорізького «Торпедо», а наступного сезону захищав кольори СК «Миколаїв». У 1997 році Андрій Гузенко вдруге переходить до «Ворскли». У тому ж сезоні він здобуває разом з полтавцями бронзові нагороди чемпіонату України. У «Ворсклі» футболіст відіграв до 2002 року, не враховуючи нетривалого перебування на орендних засадах у лавах самарських «Крил Рад».
У 2003 році Гузенко вирішив залишити Україну та перебратися до Казахстану, приставши на пропозицію павлодарського «Іртиши». І знову дебютний сезон виявився для українського півзахисника вдалим — разом з клубом він став чемпіоном Казахстану. Крім «Іртиша» грав у Казахстані за «Екібастузець», «Єсиль-Богатир» та «Атирау». У останньому клубі завершним професійну кар'єру гравця.
Після припинення активних виступів Андрій Гузенко повернувся до України, де на аматорському рівні провів по сезону у складі херсонського «Кристала» та нікопольського «Електрометалурга-НЗФ». З 2010 року працював помічником головного тренера дніпродзержинської «Сталі», а після відставки Віктора Маслова 19 серпня 2012 року почав виконувати обов'язки керманича команди. На початку 2013 року його змінив на цій посаді Володимир Мазяр. У березні 2013 року Гузенко розпочав навчання на тренерських курсах, плануючи отримати тренерську ліцензію категорії А+В. Однокурсниками Гузенка стали такі відомі футболісти, як Андрій Шевченко, Олег Венглинський, Андрій Демченко, В'ячеслав Кернозенко та інші. Паралельно з навчанням Андрій Леонідович обіймав посаду помічника головного тренера запорізького «Металурга».
Окрім тренерських курсів, Андрій Гузенко закінчив Дніпропетровський інститут фізичної культури та спорту.

## Досягнення
- Чемпіон Казахстану (1): 2003
- Бронзовий призер чемпіонату України (1): 1996/97
- Фіналіст Кубка України (1): 1992/93